# Quebrada de Taltal
La quebrada de Taltal es un curso natural de agua intermitente que fluye en la Región de Antofagasta considerada como arreica, porque no tiene cursos de agua "vivos" que produzcan movimientos de sedimentos.: 164 
Limita al norte con otras hoyas arreicas incluidas en la cuenca 029 del inventario de Chile, como las quebradas Santa Lucía y San Ramón. Al oriente deslinda con las hoyas endorreicas de los salares de Punta Negra, Pajonales y Agua Amarga. Al sur con hoyas de otras subcuencas de la cuenca 029 como las de las quebradas Cifuncho, La Cachina y tributarias del norte de la de Pan de Azúcar.

## Trayecto
Su extensión es considerable, con cabeceras ubicadas muy al este de la provincia de Taltal. Su hoya cubre un área de 5853 km², entre los extremos 25º03'S, 25º39'S, 69º00'W y 70º30'W.: 164 
El mapa de la zona publicado por el IGM mustra una amplia red de quebradas que se alimentan de aguadas que florecen al oeste de la cordillera de Domeyko, entra ellas:
- Quebrada Sandon -- Aguada de Sandon

* Quebrada Yerba Buena -- Aguada de Los Pastos Largos
* Quebrada de Los Sapos -- Aguada del Medio -- Aguada de Los Sapos
- Quebrada Vaquillas -- Aguada de Vaquillas
- Quebrada del Chaco -- Aguada Ojos del Chaco

- Quebrada Incahuasi -- Aguada Incahuasi -- Aguada Carretón -- Aguada de Pereda

- Quebrada de la Peineta

## Caudal y régimen
Esta quebrada no tiene, normalmente, aguas superficiales y esta solo aparece esporádicamente en los nacimiento de las quebradas formativas. Se ha extraído algo de agua para las oficinas salitreras desde pozos de hasta 90 m de profundidad. Niemeyer la califica como arreica.: 164 

## Historia
En su desembocadura, en el extremo sur de la gran bahía de Nuestra Señora, se levanta la ciudad puerto de Taltal. En esta cuenca se han explotado numerosas minas, especialmente de cobre, y en ella proliferaron oficinas salitreras hoy paralizadas.
Jorge Boonen la describió en 1902 como:: 217 
Quebrada de Taltal (1): esta nace en la cordillera de Domeyko, en las faldas occidentales de los cerros de los Sapos, y del Chaco, y atravesando el desierto de naciente a poniente, desemboca en el Pacífico en la bahía de su nombre, inmediatamente al N de punta de Taltal. En sus orígenes se ramifica formando las quebradas del Chaco, Sandón, Vaquillas, de los Sapos y del Incahuasi, que se desprenden de los cerros que llevan esos mismos nombres.
En las distintas quebradas se encuentran las aguadas siguientes: de la Brea, Argolla, Peral y Peralillo, al pie de los cerros así nombrados; de la Cortadera, en la falda del cerro de la Brea; del Agua Verde, vertiente inmediata a la estación de ese nombre en la línea férrea de Taltal al interior; del Milagro, en la salitrera Porvenir del Desierto, Agua Escondida, en el extremo austral de los cerros de las Pailas; las de Cachinal y los piques abiertos en las salitreras Germania, Catalina del Sur, Margarita, Lautaro, Rosario, Santa Catalina, Alianza, etc.
Luis Risopatrón escribe en su Diccionario Jeográfico de Chile de 1924:
Taltal (Quebrada de) 25° 27' 70° 19' Es estensa, sin agua aparente, la que se encuentra a mayor o menor profundidad, hasta a 50 m en algunos puntos, corre hacia el W i desemboca en la ribera del puerto del mismo nombre; presenta vegas i un poco de agua en los nacimientos cíe las quebradas que le son tributarias, la que capta i aprovecha la industria salitrera. 98, ii, p. 3S8 i 508; i 156.
Entre el 25  y el 27 de marzo, el temporal del norte de Chile de 2015 generó inundaciones y aluviones en las ciudades de Chañaral, Copiapó, Taltal, Diego de Almagro, El Salado, Tierra Amarilla, Alto del Carmen, Vicuña, entre otras. Durante el día 24 de marzo
precipitaciones mayores a 50 mm en 24 hrs. se concentraron, principalmente, en la parte media y alta de la quebrada de Taltal. Al día siguiente hubo precipitaciones (entre 10 y 50 mm/24hr) en la parte baja de la cuenca de la quebrada Taltal;